# 阮春絃
阮春絃（越南语：／），越南阮朝官員、舉人。

## 生平
阮春絃爲南定省膠水縣行善村人。
嗣德元年（1848年），参加南定场乡试，考中举人。官至工部侍郎。

## 家庭
- 子阮春統，建福元年（1884年）甲申恩科舉人[1]
- 子阮春縹[2][3][4]